# Ekifire (les demis-morts)

Ekifire est une œuvre (exposition photographique et ouvrage)  de Frédéric Noy qui documente sur sept années la vie des communautés LGBT d’Ouganda, du Burundi et du Rwanda. 

## Désignation
Le président ougandais Yoweri Museveni pendant une rencontre à Kampala désigne les personnes homosexuelles par le terme Ekifire en Luganda, signifiant en français « les morts vivants » ou « demi-morts » pour soutenir une nouvelle loi anti-gay de son pays. Le photographe Frederic Noy reprend ce terme et en fait le titre de son œuvre dédié aux communautés LGBT d’Ouganda, du Burundi et du Rwanda. 

## Description
Frederic Noy, après une dizaine d'années en Afrique, décidant d'y documenter une problématique sociale, enquête et met en lumière pendant sept ans les réalités des personnes LGBTI en Burundi, Rwanda et Ouganda. 
Noy s'attache à montrer comment les personnes LGBTI vivent leur vie dans des sociétés qui leur sont institutionnellement hostiles. A travers ses photographies, il montre des hommes et des femmes rejetés par la société, victimes d'agressions ou luttant pour leur droit fondamental à l'existence. 
En 2016, il expose son travail dans le cadre du festival de photojournalisme à Perpignan,. Et en 2020, il publie l'ouvrage intitulé « Ekifire ». On retrouve à la couverture de cet ouvrage une femme transgenre qui vit de prostitution et prend régulièrement des stupéfiants pour supporter son existence marginalisée.